# Jan Bauch
Jan Bauch (16. listopadu 1898 Praha – 9. ledna 1995 Praha) byl český malíř, sochař, grafik, ilustrátor, scénograf a vysokoškolský pedagog.

## Životopis
Narodil se v Řetězové ulici na Starém Městě v Praze. V letech 1912–1913 se v otcově dílně vyučil řezbářem. V letech 1914–1916 studoval Uměleckoprůmyslovou školu u prof. Emanuela Dítěte ml., v letech 1919–1924 u prof. Vratislava Hugo Brunnera. Zároveň navštěvoval grafickou speciálku na Akademii výtvarných umění v Praze u Maxe Švabinského (1921–1923), ale před absolutoriem ze školy odešel. V osmnácti letech (1916–1918) prošel zákopy 1. světové války v Uhrách a Rumunsku a poté byl do roku 1919 příslušníkem čs. dobrovolnického vojska. Tato životní zkušenost ovlivnila i jeho malířské dílo.
V meziválečném období byl členem Umělecké besedy (1923–1926 a SVU Mánes (1926–1948). Podnikl cesty do Francie (1926, 1927), Belgie a Řecka (1927) a do Itálie (1930). Po válce působil jako pedagog na Vysoké škole uměleckoprůmyslové, od roku 1946 jako docent, od roku 1948 jako profesor. Roku 1958 byl nedobrovolně penzionován. K jeho žákům patřili např. Oldřich Smutný, Miroslav Lamač, Václav Kiml, Karel Hyliš, Vojtěch Adamec, František Vízner.
Díky nekompromisnímu postoji k násilí páchanému na občanech v nesvobodné společnosti působil Jan Bauch během normalizace jako umělecká i morální autorita, a to nejen pro mladší generace. V roce 1989 podepsal jako jediný národní umělec petici Několik vět (což uvedl mj. Miloš Jakeš v projevu z Červeného Hrádku).

## Dílo
Věnoval se malbě, kresbě, ilustracím, grafice, plastice, pracoval na oknech v chrámu sv. Víta a v Karolínu.
V souvislosti s Bauchovým uměním se hovořívá o baroku a baroknosti (zesměšnění). V jeho obrazech je vskutku přítomna hluboce zažitá tradice českého baroka. Barokní vzruch a rytmus jsou především ve vervních tazích štětce a přímo plastickém vrstvení barvy, stejně jako v kontrastech a dramatické stavbě Bauchových obrazů. Jsou projevem snad radosti z barev, nikoli však optimismu. Spíše tragiky a hořkosti.

## Ocenění
- 1937 Grand Prix, Mezinárodní výstava Paříž
- 1947 Československá akademie věd a umění, 1. cena
- 1957 Cena hlavního města Prahy
- 1958 čestný diplom, Světová výstava Expo 58 Brusel
- 1958 zlatá hvězda, Světová výstava Expo 58 Brusel
- 1959 vyznamenání Za vynikající práci
- 1962 diplom z bienále v Benátkách
- 1963 zasloužilý umělec
- 1967 Cena primátora hlavního města Prahy
- 1977 národní umělec[4]